# 오레스트 흐볼손

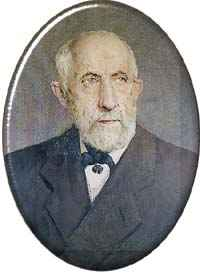
오레스트 흐볼손

오레스트 다닐로비치 흐볼손(러시아어: Орест Данилович Хвольсон, 1852년 11월 22일(그레고리력 12월 4일) 상트페테르부르크 ~ 1934년 5월 11일 레닌그라드)은 러시아의 물리학자이다. 그는 중력렌즈 효과를 최초로 연구한 물리학자들 가운데 한 사람으로 주목받고 있다.

## 표기 문제
일부 교과서 및 웹 문서에서 초월슨, 추올슨 등으로 표기하는 사례가 있다. 독일어 학술지에 투고할 때 저자명을 독일어식 표기인 Chwolson(흐볼손)으로 표기한 것을 영어 발음처럼 옮긴 데서 유래한 것으로 보인다.

## 생애
동양학자 다닐 흐볼손(Даниил Хвольсон)의 아들로 태어났으며 1873년에 국립 상트페테르부르크 대학교를 졸업했다. 1876년부터는 자신의 모교에서 교사로 근무했으며 1891년에는 교수로 채용되었다. 오레스트 흐볼손은 전기, 자기, 광도 측정, 광량 측정에 관한 여러 편의 저술 활동을 전개했다. 그가 고안한 광량계(actinometer), 태양열 측정계(pyrheliometer)는 러시아의 기상관측소에서 오랜 세월에 걸쳐 사용되었다.
1896년 이후에는 5권으로 구성된 저서인 《물리학 과정》(Курс физики)을 편찬하면서 러시아의 물리학 교육을 개선하는 과정에 관여했다. 이 책은 러시아의 주요 대학교에서 물리학 교재로 사용되었으며 독일어, 프랑스어, 스페인어로 번역되어 출간되었다.
그의 가장 주목받는 성취는 1924년 천문학 전문 과학 학술지인 《아스트로노미셰 나흐리히텐》(Astronomische Nachrichten)에서 중력렌즈에 관한 논문을 발표한 것이다. 그는 비록 고리를 렌즈로 사용하는 방법을 논문에 명확하게 제시하지는 않았으나 광원, 렌즈, 관찰자가 완벽한 일직선에 가까운 정렬을 했을 때 나타나는 중력에 의한 "후광 효과"(지금은 "아인슈타인 고리"라고 부름)를 언급했다.
중력렌즈에 관한 개념은 1936년 알베르트 아인슈타인이 중력렌즈에 관한 연구 자료를 발표할 때까지 많은 관심을 얻지 못했다. 하나의 광원(태양 또는 은하)이 다른 광원 주위에 형성하는 중력 렌즈의 "후광" 효과는 흐볼손 고리 또는 아인슈타인 고리라고 부른다.
1920년에는 소련 과학 아카데미 명예 회원으로 임명되었고 소련 정부로부터 노동적기훈장을 수여받았다. 달에 위치한 흐볼손(Khvol'son) 분화구는 그의 이름을 딴 것이다.

## 참고 문헌
- Chwolson, O (1924). “Über eine mögliche Form fiktiver Doppelsterne”. 《Astronomische Nachrichten》 221 (20): 329–330. Bibcode:1924AN....221..329C. doi:10.1002/asna.19242212003.
- Traité de physique (오레스트 흐볼손 지음, E. 다보(E. Davaux)에 의한 프랑스어 번역), 파리: A. Hermann, 1906-1928